# Gerrit Kars
Gerrit Kars (28 februari 1903-10 mei 1987) was een Nederlandse verzetsstrijder tijdens de Tweede Wereldoorlog.
Gerrit E. Kars was actief in het verzet in zijn woonplaats Ouder-Amstel. Na de oorlog ontving hij het Verzetsherdenkingskruis van de Nederlandse regering. Voor zijn hulp bij het verbergen en opvangen van Amerikaanse piloten ontving hij te Utrecht op 12 maart 1947 van de Amerikaanse regering de Medal of Freedom

## Externe bron
- Onderscheidingensite